# Comunitat de comunes del Pays de Montereau
La Comunitat de comunes del Pays de Montereau (oficialment: Communauté de communes du Pays de Montereau) és una Comunitat de comunes del departament de Sena i Marne, a la regió de l'Illa de França.
Creada al 1974, està formada 21 municipis i la seu es troba a Montereau-Fault-Yonne.

## Municipis
1. Barbey
2. Blennes
3. La Brosse-Montceaux
4. Cannes-Écluse
5. Chevry-en-Sereine
6. Courcelles-en-Bassée
7. Diant
8. Esmans
9. Forges
10. La Grande-Paroisse
11. Laval-en-Brie
12. Marolles-sur-Seine
13. Misy-sur-Yonne
14. Montereau-Fault-Yonne
15. Montmachoux
16. Noisy-Rudignon
17. Saint-Germain-Laval
18. Salins
19. Thoury-Férottes
20. Varennes-sur-Seine
21. Voulx